# ベネズエラ連邦保護領
ベネズエラ連邦保護領（ベネズエラれんぽうほごりょう、スペイン語: Dependencias Federales de Venezuela）とは、カリブ海及びベネズエラ湾に浮かぶヌエバ・エスパルタ州に属さない島々の多くが属するベネズエラの地域である。これらの島々は全て合わせると342km2の面積を有するが、人口は疎らで、2011年の国勢調査では僅かに2155人の常住人口を数えるのみで、その他にはマルガリータ島から季節的に釣りを楽しみに来る人々がいるだけの地域である。また、行政はカラカス市長の下に委ねられている。

## 地理
連邦保護領は600程度の島と浅瀬を有している。その多くは10,000m2以下であり、一つの岩から出来ている。最も大きいラ・トルトゥガ島がこの保護領の面積の半分程度を占めている。
連邦保護領の領域はベネズエラ湾の西側にあるロス・モンヘ諸島から、パリア湾を東に臨むマルガリータ島の南東にあるパトス島に及ぶ900kmの長さに広がっている。

### 主要な島と諸島
- ロス・モンヘ諸島 (Archipiélago Los Monjes)
- ラ・トルトゥガ島 (Isla La Tortuga)
- ラ・ソラ島 (Isla La Sola)
- ロス・テスティゴス諸島 (Islas Los Testigos)
- ロス・フライレス諸島 (Islas los Frailes)
- パトス島 (Isla de Patos)
- ロスロケス諸島 (Archipiélago Los Roques)
- ブレンキラ島 (Isla La Blanquilla)
- ロス・ハルマノス諸島 (Islas Los Hermanos)
- オルチラ島 (Isla La Orchila)
- ラス・アベス諸島 (Archipiélago Las Aves)
- アベス島 (Isla de Aves)

|                                  |                        |            |               | |                                                       |
| No.                              | 島名、諸島名           | 面積 (km2) | 人口 (2011年) | 構成する島々 | 経緯度                                                |
| Within the Continental Shelf     |                        |            |               | |                                                       |
| 1                                | ロス・モンヘ諸島       | 0.20       | -             | 北モンテ島（Monjes del Norte） - 東モンテ島（Monje del Este） - 南モンテ島（Monjes del Sur ） | 北緯12度21分 西経70度55分 / 北緯12.350度 西経70.917度 |
| 2                                | ラ・トルトゥガ島       | 156.60     | -             | ラ・トルトゥガ島（Isla La Tortuga） - ロス・トルトゥギロ諸島（Islas Los Tortuguillos） - ヘッラードゥラ島（Cayo Herradura） - ロス・パランキネス島（Los Palanquines） - ニョ・マルティン島（Cayos de Ño Martín） - エル・ヴァポール島（Islote El Vapor） - プンタ・デ・ランコ島（Cayos de Punta de Ranchos） | 北緯10度55分 西経80度31分 / 北緯10.917度 西経80.517度 |
| 注A                              | チマナス諸島           |            | 512           | |                                                       |
| 注A                              | ボラチャス諸島         |            | -             | |                                                       |
| 3                                | ラ・ソラ島             | 0.01       | -             | | 北緯11度18分 西経63度34分 / 北緯11.300度 西経63.567度 |
| 4                                | ロス・テスティゴス諸島 | 6,53       | 172           | コネヘ島（Isla Conejo） - イグアナ島（Isla Iguana） - モッロ・ブランコ島（Isla Morro Blanco） - ラハダ島（Isla Rajada） - ノロエステ島（Isla Noroeste） - フエラ岩（Peñón de Fuera） - テスティゴ・グランデ島（Isla Testigo Grande） | 北緯11度22分 西経63度06分 / 北緯11.367度 西経63.100度 |
| 5                                | ロス・フライレス諸島   | 1.92       | -             | チェペレ島（Chepere） - グアカライダ島（Guacaraida） - プエルト・レアル島（Puerto Real） - ナボボ島（Nabobo） - コミノト島（Cominoto） - マカラレ島（Macarare） - グアイリアレ島（Guairiare） - グアカライダ島（Guacaraida） - ラ・バランドラ島（La Balandra） - ラ・ペチェ島（La Peche） | 北緯11度12分 西経63度44分 / 北緯11.200度 西経63.733度 |
| Outside of the Continental Shelf |                        |            |               | |                                                       |
| 6                                | パトス島 (Este)        | 0.60       | -             | | 北緯10度38分 西経61度52分 / 北緯10.633度 西経61.867度 |
| 7 注B                            | ロスロケス諸島         | 40.61      | 1,471         | グラン・ロク島 - フランシスキ島（Cayo Francisquí） - ラルガ島（Isla Larga） - ノルディスキ島（Nordisquí） - マルドゥリスキ島（Madrisquí） - クラスキ島（Crasquí） - ドス・モスキセス島（Dos Mosquises） - サル島（Cayo Sal） - ヌベ・ヴェルデ島（Cayo Nube Verde） - グランデ島（Cayo Grande） - ノロンキ島（Noronquí） - エスペンキ島（Espenquí） - カレネロ島（Cayo Carenero） - セレスキ島（Cayo Selesquí） - ベクエヴェ島（Cayo Bequevé） - アグア島（Cayo de Agua） | 北緯11度51分 西経66度45分 / 北緯11.850度 西経66.750度 |
| 8                                | ブレンキラ島           | 64.53      | -             | | 北緯11度50分 西経64度35分 / 北緯11.833度 西経64.583度 |
| 9                                | ロス・ハルマノス諸島   | 2.14       | -             | ラ・オルキラ島（La Orquilla） - ロス・モロチョ島（Isla Los Morochos） - グルエソ島（Isla Grueso） - ピコ島（Isla Pico (ó Isla Pando)） - フォンデアデロ島（Isla Fondeadero） - チクイト島（Isla Chiquito） | 北緯11度45分 西経64度25分 / 北緯11.750度 西経64.417度 |
| 10 注B                           | オルチラ島             | 40.00      | -             | ラ・オルチラ島（Isla La Orchila） - アグア島（Cayo Agua） - サル島（Cayo Sal） - ノルエステ島（Cayo Noreste） | 北緯11度47分 西経66度10分 / 北緯11.783度 西経66.167度 |
| 11 注B                           | ラス・アベス諸島       | 3.35       | -             | アヴェス・デ・バルロベント島（Isla Aves de Barlovento） - テソロ島（Isla Tesoro） - ブビ島（Cayo Bubi） - ラス・ボバス島（Cayo de Las Bobas） - アヴェス・デ・ソタベント島（Isla Aves de Sotavento） - ラルガ島（Isla Larga） - ティラ島（Cayo Tirra） - サキサキ島（Isla Saquisaqui） - ラ・コロニア諸島（Cayos de La Colonia） - マセタ島（Isla Maceta） - ステルナ島（Cayo Sterna）                                                                                   | 北緯12度00分 西経67度40分 / 北緯12.000度 西経67.667度 |
| Abyssal                          |                        |            |               | |                                                       |
| 12                               | アベス島 (Norte)       | 0.045      | -             | | 北緯15度40分 西経67度37分 / 北緯15.667度 西経67.617度 |
|                                  | 全体                   | 342.25     | 2,155         | |                                                       |